# Liolaemus chacoensis
Liolaemus chacoensis este o specie de șopârle din genul Liolaemus, familia Tropiduridae, descrisă de Shreve 1948. Conform Catalogue of Life specia Liolaemus chacoensis nu are subspecii cunoscute.